# كرة القدم في لندن
كرة القدم هي الرياضة الأكثر شعبية، سواء من حيث المشاركين والمتفرجين، في لندن. يوجد في لندن العديد من أندية كرة القدم الرائدة في إنجلترا، والمدينة هي موطن لثلاثة عشر ناديًا محترفًا وعشرات من الأندية شبه المحترفة وعدة مئات من أندية الهواة التي ينظمها اتحاد كرة القدم في لندن، واتحاد كرة القدم بمقاطعة ميدلسكس، واتحاد مقاطعة ساري لكرة القدم وهواة كرة القدم. تحالف. تم تسمية معظم أندية لندن على اسم المنطقة التي يلعبون فيها (أو اعتادوا اللعب فيها)، ويتشاركون المنافسات مع بعضهم البعض.
فازت فرق لندن بما مجموعه 21 بطولة إنجليزية، و41 كأسًا من كأس الاتحاد الإنجليزي، و12 كأسًا من دوري أبطال أوروبا، و28 درعًا للمجتمع، و15 بطولة دوري لكرة القدم، ودوري أبطال أوروبا، وخمسة كؤوس أوروبية، وأربعة كؤوس للاتحاد الأوروبي/الدوري الأوروبي، وكأس السوبر مرتين، واثنين من كؤوس إنترتوتو. في موسم 1989-90، كانت ثمانية من أندية لندن المحترفة في الدرجة الأولى لكرة القدم الإنجليزية في نفس الوقت، مما يعني أن 40% من الأندية الأعضاء في الدرجة الأولى في ذلك الموسم كانت موجودة في مدينة واحدة.

## مقدمة
تأسس فولهام في عام 1879 وهو أقدم نادٍ في لندن لا يزال يلعب بشكل احترافي. كان رويال آرسنال أول فريق في لندن يتحول إلى الاحتراف في عام 1891. أصبحوا وولويتش أرسنال في عام 1893، ثم أصبح أرسنال فقط في عام 1913. هم أنجح فريق في لندن وحصلوا على 44 مرتبة الشرف. أرسنال هو ثاني نادٍ إنجليزي فقط (بعد بريستون نورث إند 1888-1889)، وهو النادي الوحيد اللندني الذي ذهب لموسم دوري كامل بدون هزيمة، في موسم 2003-2004. فاز آرسنال بكأس الاتحاد الإنجليزي 14 مرة؛ كانوا أول فريق لندن الذي يفوز بالدرجة الأولى في دوري كرة القدم في موسم 1930-31 وأول فريق لندن يفوز بالدوري الممتاز في موسم 1997-1998. كما كانوا أول نادٍ في لندن يصل إلى نهائي كأس أوروبا / دوري أبطال أوروبا، وهو ما فعلوه في موسم 2005-06، وخسروا في النهاية بنتيجة 2-1 أمام برشلونة في المباراة النهائية التي أقيمت في باريس.
تشيلسي، حتى الآن، النادي اللندني الوحيد الذي فاز بدوري أبطال أوروبا، الذي فاز به مرتين في 2012 و2021. في 15 مايو 2013، فاز تشيلسي بالدوري الأوروبي ليصبح رابع ناد وأول فريق بريطاني يفوز بجميع مسابقات الأندية الرئيسية الثلاث. تشيلسي هو أيضًا النادي اللندني الوحيد الذي شارك في كأس العالم للأندية. كانوا وصيفين في عام 2012، وخسروا أمام كورينثيانز البرازيلي في النهائي.
كان توتنهام هوتسبير أول فريق بريطاني يفوز بكأس أوروبية، وفاز بكأس الكؤوس في عام 1963. أرسنال وتشيلسي وتوتنهام هوتسبر هم تقليديًا أنجح فرق لندن. وقد فازوا فيما بينهم بما مجموعه 103 ألقاب وكؤوس. ملعب ويمبلي، ملعب إنجلترا الوطني، يقع في لندن. موقع ل نهائي كأس العالم 1966 والعديد من نهائيات كأس أوروبا، هو مكان المنزل من منتخب إنجلترا لكرة القدم واستضافت تقليديا كأس الاتحاد الإنجليزي النهائي منذ 1923.

## التاريخ
تم تسجيل لعب ألعاب الكرة الجماعية (بما في ذلك كرة القدم بشكل مؤكد) لأول مرة في لندن بواسطة ويليام فيتز ستيفن (بالإنجليزية: William FitzStephen) حوالي 1174-1183. ووصف أنشطة شباب لندن خلال مهرجان شروف السنوي الثلاثاء.
«بعد الغداء، كان جميع شباب المدينة يخرجون إلى الحقول للمشاركة في لعبة الكرة. طلاب كل مدرسة لديهم كرة خاصة بهم؛ ويحمل العمال من كل حرف في المدينة كراتهم أيضًا. كان المواطنون الأكبر سنًا، والآباء، والأثرياء يأتون على ظهور الخيل لمشاهدة صغارهم وهم يتنافسون، ولإحياء شبابهم بشكل غير مباشر: يمكنك أن ترى أن عواطفهم الداخلية تثير أثناء مشاهدة الحدث وتنغمس في المتعة التي يتمتع بها غير الهم. المراهقين.»
حدثت المراجع المنتظمة للعبة خلال القرنين الرابع عشر والخامس عشر، بما في ذلك الإشارة الأولى إلى كلمة «كرة القدم» باللغة الإنجليزية عندما تم حظرها من قبل الملك هنري الرابع ملك إنجلترا في عام 1409. ربما كانت الألعاب المبكرة غير منظمة وعنيفة. في القرن السادس عشر، يعود الفضل إلى ريتشارد مولكاستر مدير مدرسة سانت بول في أخذ كرة القدم الغوغائية وتحويلها إلى فريق كرة قدم منظم وحكم. في عام 1581 كتب عن لعبته في كرة القدم، والتي تضمنت فرقًا أصغر، وحكامًا، ومناصب ثابتة وحتى مدربًا.

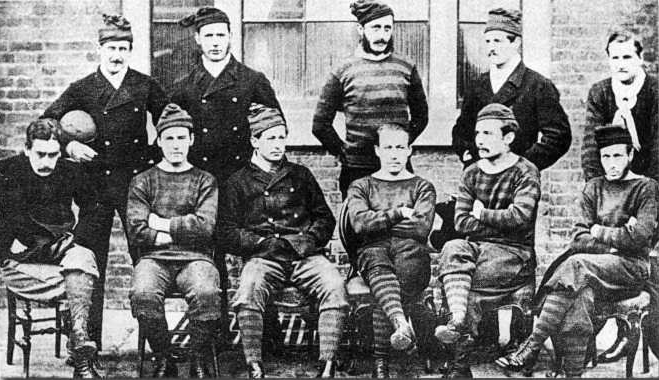
نادي رويال انجينيرز، 1872

تم تقنين لعبة كرة القدم الحديثة لأول مرة في عام 1863 في لندن وانتشرت بعد ذلك في جميع أنحاء العالم. كان مفتاح تأسيس اللعبة الحديثة هو اللندني إبينيزر كوب مورلي الذي كان عضوًا مؤسسًا لاتحاد كرة القدم، وهو أقدم منظمة لكرة القدم في العالم. كتب مورلي إلى جريدة بيل لايف يقترح تشكيل هيئة إدارية لكرة القدم، الأمر الذي أدى مباشرة إلى الاجتماع الأول في حانة الماسونيين في وسط لندن لاتحاد كرة القدم. كتب المجموعة الأولى من قواعد كرة القدم الحديثة الحقيقية في منزله في بارنز. تم اختراع شكل التمرير الحديث للعبة في لندن في أوائل سبعينيات القرن التاسع عشر بواسطة نادي رويال إنجنيرز (على الرغم من أن النادي كان مقره في تشاتام، كينت.)
قبل الاجتماع الأول لاتحاد كرة القدم في حانة الماسونيين في جريت كوين ستريت بلندن في 26 أكتوبر 1863، لم تكن هناك قواعد مقبولة عالميًا لممارسة لعبة كرة القدم. الأعضاء المؤسسون الحاضرون في الاجتماع الأول هم بارنز، الخدمة المدنية، الصليبيون، فورست أوف ليتونستون (أصبح فيما بعد واندررز)، نادي إن إن (بلا أسماء) (كيلبورن)، كريستال بالاس الأصلي، بلاكهيث، مدرسة كينسينجتون، بيرسيفال هاوس (بلاكهيث)) ومدرسة سوربيتون وبلاكهث الملكية؛ أرسلت شارترهاوس قبطانها، بي إف هارتشورن، لكنها رفضت عرض الانضمام. جميع الأندية التأسيسية الـ 12 كانت من لندن على الرغم من أن العديد منها لم يعد موجودًا أو يلعب الآن اتحاد الرجبي.
يعود ارتفاع شعبية كرة القدم في لندن إلى نهاية القرن التاسع عشر، عندما انخفض الحضور إلى الكنيسة  العديد من الأشخاص يبحثون عن طريقة لقضاء أوقات فراغهم في عطلة نهاية الأسبوع. في عام 1882 تم إنشاء اتحاد لندن لكرة القدم. على مدار الخمسة وعشرين عامًا التالية، ظهرت الأندية في جميع أنحاء العاصمة، ولا تزال غالبية هذه الفرق مزدهرة في القرن الحادي والعشرين. من بين تلك الأندية التي تلعب حاليًا في دوري كرة القدم، يعتبر فولهام عمومًا الأقدم في لندن، حيث تأسس عام 1879. ومع ذلك، فإن نادي كراي واندرارز التابع للرابطة البرلمانية هو أقدم ناد موجود في كل منطقة لندن الكبرى، وقد تأسس عام 1860 في سانت ماري كراي (ثم جزء من كينت ولكن الآن في منطقة لندن بورو بروملي).

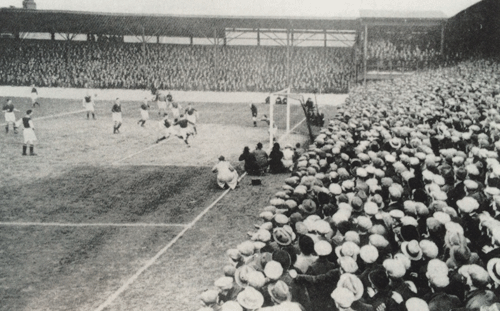
المنافسان اللدودان ميلوول ووست هام يونايتد يلعبان في كأس الاتحاد الإنجليزي عام 1930 على ملعب أبتون بارك.

في البداية، هيمنت فرق الهواة على كرة القدم في لندن، واستمدت عضويتها من تلاميذ المدارس العامة السابقين، لكن تدريجيًا جاءت فرق الطبقة العاملة في المقدمة. كان رويال آرسنال أول فريق محترف في لندن، وأصبح كذلك في عام 1891، وهي الخطوة التي قاطعها اتحاد لندن لكرة القدم للهواة. سرعان ما اتبعت أندية لندن الأخرى خطى أرسنال في التحول إلى الاحتراف، بما في ذلك ميلوول (1893) وتوتنهام هوتسبر (1895) وفولهام (1898) ووست هام (1898).
في غضون ذلك، أصبح وولويتش أرسنال (المعروف سابقًا باسم رويال آرسنال) أول نادٍ لندني ينضم إلى دوري كرة القدم في عام 1893. في العام التالي، تم تأسيس الرابطة الجنوبية وذهب العديد من أعضائها للانضمام إلى دوري كرة القدم. في عام 1901، أصبح توتنهام هوتسبير أول نادٍ من لندن يفوز بكأس الاتحاد الإنجليزي في عصر الاحتراف، على الرغم من أنه لم يكن حتى عام 1931 أن يفوز فريق من لندن بدوري كرة القدم، وكان الفريق المعني أرسنال (بعد انتقاله إلى هايبري في عام 1913 وإسقاط «وولويتش» من أسمائهم).
في موسم 1989-90، كانت ثمانية من أندية لندن المحترفة في الدرجة الأولى لكرة القدم الإنجليزية في نفس الوقت، وشكلت 40% من دوري الدرجة الأولى في ذلك الموسم.
 
تاريخيًا، لم تجمع أندية لندن عددًا من الألقاب مثل تلك الموجودة في شمال غرب إنجلترا، مثل 52 بطولة الدوري الإنجليزي التي فاز بها ليفربول ومانشستر يونايتد وإيفرتون ومانشستر سيتي. ومع ذلك، في الثلاثة عشر موسمًا المتتالية منذ 2005-2006، احتل أرسنال وتشيلسي وتوتنهام المركز السادس في قائمة الدوري (92% من المراكز الستة الأولى، بعد احتساب توتنهام 8، وتشيلسي 10، وتوتنهام 11.) ويعتبرون ثلاثة من «الستة الكبار» الحاليين في الدوري الإنجليزي الممتاز إلى جانب ليفربول ومانشستر يونايتد ومانشستر سيتي. في الموسمين اللذين تلا مباشرة بداية هذه الجولة الستة الأولى، أصبح أرسنال وتشيلسي أول ثنائي من أندية لندن ينهي المركزين الأول والثاني في دوري الدرجة الأولى، حيث فاز أرسنال في 2003-2004، وفاز تشيلسي في 2004-2005. شهد موسم 2009-10 أن كل من تشيلسي (الأول) وأرسنال (الثالث) وتوتنهام (الرابع) احتلوا المراكز الأربعة الأولى، مما أدى إلى تأهل جميع فرق لندن الثلاثة إلى نفس مسابقة دوري أبطال أوروبا.
قبل موسم 1996-1997، عندما بدأ تشيلسي سلسلة نهائيات عالية متسقة، كان الناديان اللندنيان الأكثر شهرة هما أرسنال وخصمهما القديم في شمال لندن توتنهام هوتسبير، وكلاهما كان يعتبر من أعضاء "الخمسة الكبار" في كرة القدم الإنجليزية. "(مع مانشستر يونايتد وليفربول وإيفرتون) لمعظم فترة ما بعد الحرب. اعتبارًا من نهاية موسم 2016-2017، كانت جميع الأندية الثلاثة ضمن المراكز العشرة الأولى في جدول الدوري الإنجليزي على الإطلاق – أرسنال في المركز الثاني إجمالاً وتشيلسي في المركز السابع وتوتنهام في المركز الثامن إجمالاً.

## النوادي
يسرد الجدول أدناه جميع أندية لندن في المستويات الثمانية الأولى من نظام الدوري الإنجليزي لكرة القدم: من الدرجة الأولى (الدوري الإنجليزي)، وصولاً إلى الخطوة 4 من نظام الدوري الوطني. حالة الدوري صحيحة لموسم 2021–22.
تحت المستوى الثامن، يتم تمثيل العديد من أندية لندن في دوري المقاطعات المشترك (SW)، دوري إسيكس الأول (NE)، دوري شرق المقاطعات الجنوبية لكرة القدم (SE) ودوري سبارتان (NW).

### الأندية البائدة
هناك أيضًا عدد كبير من أندية لندن الصغيرة تلعب خارج المستويات الثمانية الأولى لكرة القدم الإنجليزية. يقال إن هانكي مارشس في شرق لندن، موطن العديد من فرق الهواة، هي أكبر مجموعة منفردة من ملاعب كرة القدم في العالم، مع 100 ملعب منفصل.

## أنجح الأندية بشكل عام (1871 - حتى الآن)
تمثل الأرقام المكتوبة بالخط العريض معظم المرات التي فاز فيها فريق إنجليزي بهذه المسابقة.''تم إدراج نتائج درع المجتمع المشترك على أنها انتصارات.''* لا تعتبر كأس المعارض بين المدن مسابقة الاتحاد الأوروبي لكرة القدم، وبالتالي فإن سجل أرسنال في كأس المعارض لا يعتبر جزءًا من سجله الأوروبي (على الرغم من فوزه به في عام 1970، في وقت كانت المشاركة فيه تعتمد على مركزه في الدوري).

## مرتبة الشرف المحلية

### أبطال كرة القدم الإنجليزية
- الألقاب (الأندية): 21 (3)
- الوصيف (الأندية): 19 (5)

| النادي            | الفائزون | الوصيف | سنوات الفوز |
| ----------------- | -------- | ------ | --- |
| ارسنال            | 13       | 8      | 1930–31، 1932–33، 1933–34، 1934–35، 1937–38، 1947–48، 1952–53، 1970–71، 1988–89، 1990–91، 1997–98، 2001–02، 2003– 04 |
| تشيلسي            | 6        | 4      | 1954–55، 2004–05، 2005–06، 2009–10، 2014–15، 2016–17                                                                 |
| توتنهام هوتسبر    | 2        | 5      | 1950–51، 1960–61 |
| كوينز بارك رينجرز | -        | 1      | |
| تشارلتون أثليتيك  | -        | 1      | |

### كأس الاتحاد الإنجليزي
أقيمت سبع نهائيات لكأس الاتحاد الإنجليزي في جميع أنحاء لندن، كان أولها في عام 1967 بين توتنهام هوتسبر وتشيلسي. أرسنال لديه ثلاثة لاعبين في جميع أنحاء لندن، وهما توتنهام ووست هام كلاهما. لقد ظهر تشيلسي في أربع مباريات (وهو رقم قياسي مشترك مع آرسنال) وخسر الأربعة.

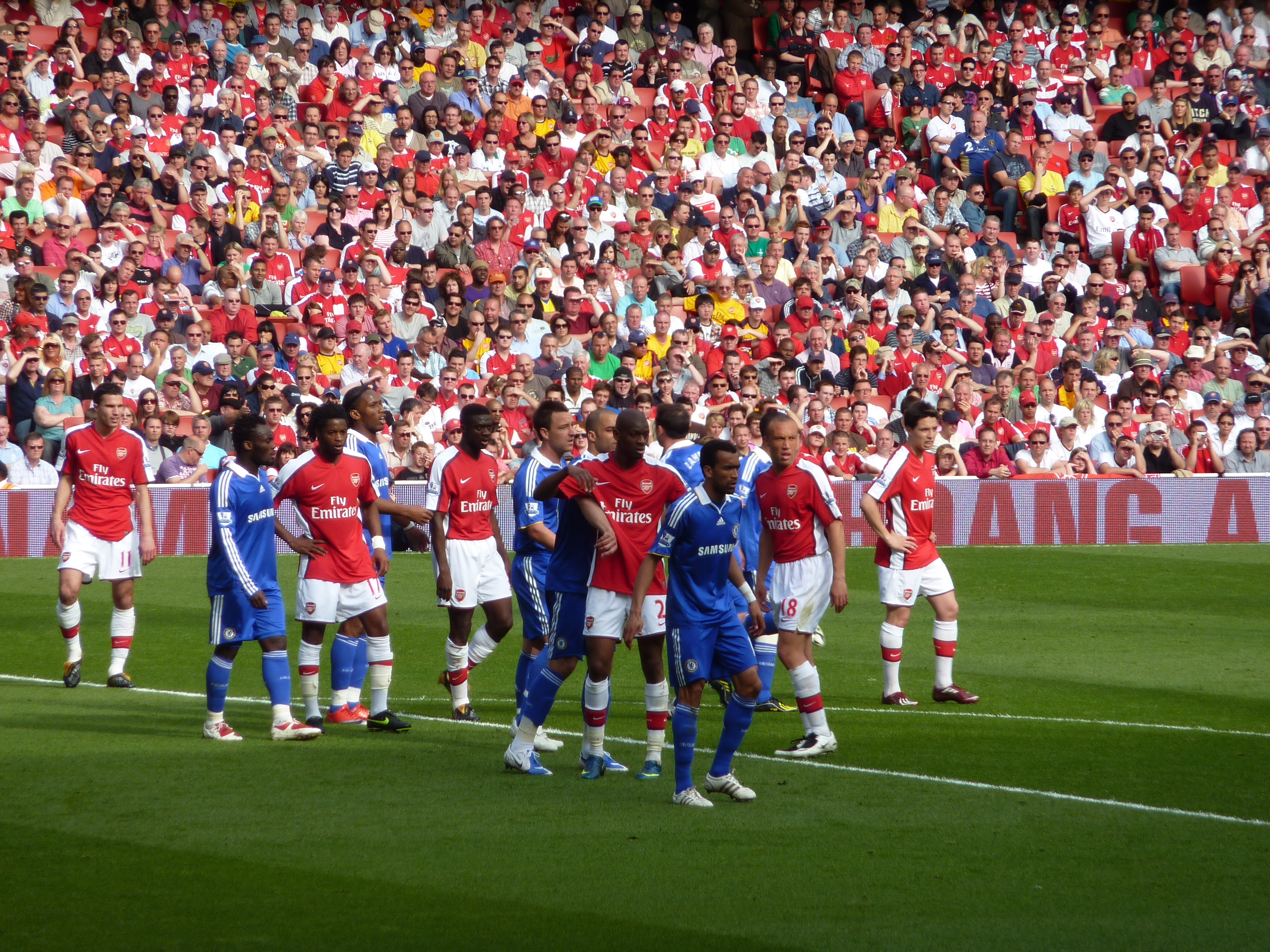
أرسنال يلعب مع تشيلسي - اثنان من أنجح فرق كأس الاتحاد الإنجليزي في لندن.

| رقم نهائي | موسم                          | الفائزون             | النتيجة         | الوصيف          | المكان             | الحضور                  |
| --------- | ----------------------------- | -------------------- | --------------- | --------------- | ------------------ | ----------------------- |
| 86        | كأس الاتحاد الإنجليزي 1966–67 | توتنهام هوتسبر       | 2-1             | تشيلسي          | ملعب ويمبلي (أصلي) | 100,000                 |
| 94        | كأس الاتحاد الإنجليزي 1974–75 | فريق ويستهام يونايتد | 2-0             | فولهام          | ملعب ويمبلي (أصلي) | 100,000                 |
| 99        | كأس الاتحاد الإنجليزي 1979–80 | فريق ويستهام يونايتد | 1–0             | ارسنال          | ملعب ويمبلي (أصلي) | 100,000                 |
| 101       | كأس الاتحاد الإنجليزي 1981–82 | توتنهام هوتسبر       | 1–1 1–0 (إعادة) | حماة حديقة كوين | ملعب ويمبلي (أصلي) | 100,000، 90,000 (إعادة) |
| 121       | كأس الاتحاد الإنجليزي 2001–02 | ارسنال               | 2-0             | تشيلسي          | استاد الألفية      | 73963                   |
| 136       | كأس الاتحاد الإنجليزي 2016–17 | ارسنال               | 2-1             | تشيلسي          | ملعب ويمبلي (جديد) | 89472                   |
| 139       | كأس الاتحاد الإنجليزي 2019–20 | ارسنال               | 2-1             | تشيلسي          | ملعب ويمبلي (جديد) | 0 [B]                   |

- الألقاب (الأندية): 41 (8)
- الوصيف (الأندية): 24 (10)

| فريق                 | الفائزون | الوصيف | فازت سنوات                                                                         | سنوات الوصيف                             |
| -------------------- | -------- | ------ | ---------------------------------------------------------------------------------- | ---------------------------------------- |
| ارسنال               | 14       | 7      | 1930، 1936، 1950، 1971، 1979، 1993، 1998، 2002، 2003، 2005، 2014، 2015، 2017، 2020 | 1927، 1932، 1952، 1972، 1978، 1980، 2001 |
| تشيلسي               | 8        | 7      | 1970، 1997، 2000، 2007، 2009، 2010، 2012، 2018                                     | 1915، 1967، 1994، 2002، 2017، 2020، 2021 |
| توتنهام هوتسبر       | 8        | 1      | 1901، 1921، 1961، 1962، 1967، 1981، 1982، 1991                                     | 1987                                     |
| المتجولون            | 5        | 0      | 1872، 1873، 1876، 1877، 1878                                                       | -                                        |
| فريق ويستهام يونايتد | 3        | 2      | 1964، 1975، 1980                                                                   | 1923، 2006                               |
| تشارلتون أثليتيك     | 1        | 1      | 1947                                                                               | 1946                                     |
| كلافام روفرز         | 1        | 1      | 1880                                                                               | 1879                                     |
| ويمبلدون             | 1        | 0      | 1988                                                                               | -                                        |
| كريستال بالاس        | 0        | 2      | -                                                                                  | 1990، 2016                               |
| فولهام               | 0        | 1      | -                                                                                  | 1975                                     |
| حماة حديقة كوين      | 0        | 1      | -                                                                                  | 1982                                     |
| ميلوول               | 0        | 1      | -                                                                                  | 2004                                     |

### كأس رابطة الأندية الإنجليزية المحترفة
- الألقاب (الأندية): 12 (4)
- الوصيف (الأندية): 17 (5)

| فريق              | الفائزون | الوصيف | فازت سنوات                   | سنوات الوصيف                       |
| ----------------- | -------- | ------ | ---------------------------- | ---------------------------------- |
| تشيلسي            | 5        | 3      | 1965، 1998، 2005، 2007، 2015 | 1972، 2008، 2019                   |
| توتنهام هوتسبير   | 4        | 5      | 1971، 1973، 1999، 2008       | 1982، 2002، 2009، 2015، 2021       |
| أرسنال            | 2        | 6      | 1987، 1993                   | 1968، 1969، 1988، 2007، 2011، 2018 |
| كوينز بارك رينجرز | 1        | 1      | 1967                         | 1986                               |
| وست هام يونايتد   | 0        | 2      | -                            | 1966، 1981                         |

### الدرجة الثانية / البطولة (المستوى 2)
- الألقاب (الأندية): 15 (9)
- الوصيف (الأندية): 17 (10)

| النادي            | الفائزون | الوصيف | سنوات الفوز          |
| ----------------- | -------- | ------ | -------------------- |
| تشيلسي            | 2        | 5      | 1983-84، 1988-89     |
| وست هام يونايتد   | 2        | 3      | 1957-58، 1980-81     |
| توتنهام هوتسبير   | 2        | 2      | 1919 - 20، 1949 - 50 |
| كوينز بارك رينجرز | 2        | 2      | 1982–83، 2010–11     |
| كريستال بالاس     | 2        | 1      | 1978-79، 1993-1994   |
| فولهام            | 2        | 1      | 1948–49، 2000–01     |
| تشارلتون أثلتيك   | 1        | 2      | 1999-2000            |
| برينتفورد         | 1        | -      | 1934 - 35            |
| ميلوول            | 1        | -      | 1987 - 1988          |
| ليتون أورينت      | -        | 1      |                      |

## كرة القدم اللندنية في أوروبا
- الألقاب (الأندية): 14 (5)
- الوصيف (الأندية): 8 (6)

### دوري أبطال أوروبا
- الألقاب (الأندية): 2 (1)
- الوصيف (الأندية): 3 (3)

| فريق           | الفائزون | الوصيف | فازت سنوات | سنوات الوصيف |
| -------------- | -------- | ------ | ---------- | ------------ |
| تشيلسي         | 2        | 1      | 2012، 2021 | 2008         |
| ارسنال         | 0        | 1      | -          | 2006         |
| توتنهام هوتسبر | 0        | 1      | -          | 2019         |

### كأس الكؤوس الأوروبية
- الألقاب (الأندية): 5 (4)
- الوصيف (الأندية): 3 (2)

| فريق                 | الفائزون | الوصيف | فازت سنوات | سنوات الوصيف |
| -------------------- | -------- | ------ | ---------- | ------------ |
| تشيلسي               | 2        | 0      | 1971، 1998 | -            |
| ارسنال               | 1        | 2      | 1994       | 1980، 1995   |
| فريق ويستهام يونايتد | 1        | 1      | 1965       | 1976         |
| توتنهام هوتسبر       | 1        | 0      | 1963       | -            |

### كأس الاتحاد الأوروبي والدوري الأوروبي
- الألقاب (الأندية): 4 (2)
- الوصيف (الأندية): 4 (3)

| فريق           | الفائزون | الوصيف | فازت سنوات | سنوات الوصيف |
| -------------- | -------- | ------ | ---------- | ------------ |
| توتنهام هوتسبر | 2        | 1      | 1972، 1984 | 1974         |
| تشيلسي         | 2        | 0      | 2013، 2019 | -            |
| ارسنال         | 0        | 2      | -          | 2000، 2019   |
| فولهام         | 0        | 1      | -          | 2010         |

### كأس المعارض بين المدن
- الألقاب (الأندية): 1 (1)
- الوصيف (الأندية): 1 (1)

| فريق            | الفائزون | الوصيف | فازت سنوات | سنوات الوصيف |
| --------------- | -------- | ------ | ---------- | ------------ |
| ارسنال          | 1        | 0      | 1970       | -            |
| لندن الحادي عشر | 0        | 1      | -          | 1958         |

### كأس السوبر الأوروبي
- الألقاب (الأندية): 2 (1)
- الوصيف (الأندية): 4 (2)

| فريق   | الفائزون | الوصيف | فازت سنوات | سنوات الوصيف     |
| ------ | -------- | ------ | ---------- | ---------------- |
| تشيلسي | 2        | 3      | 1998، 2021 | 2012، 2013، 2019 |
| ارسنال | 0        | 1      | -          | 1994             |

### كأس الاتحاد الأوروبي لكرة القدم إنترتوتو
- الألقاب (الأندية): 2 (2)
- الوصيف (الأندية): 0 (0)

| فريق                 | الفائزون | الوصيف | فازت سنوات | سنوات الوصيف |
| -------------------- | -------- | ------ | ---------- | ------------ |
| فريق ويستهام يونايتد | 1        | 0      | 1999       | -            |
| فولهام               | 1        | 0      | 2003       | -            |

## لندن في كأس العالم للأندية
- الألقاب (الأندية): 2 (1)
- الوصيف (الأندية): 1 (1)

| فريق   | الفائزون | الوصيف | فازت سنوات | سنوات الوصيف |
| ------ | -------- | ------ | ---------- | ------------ |
| تشيلسي | 2        | 1      | 2021 2025  | 2012         |

## ملعب

### ملعب ويمبلي

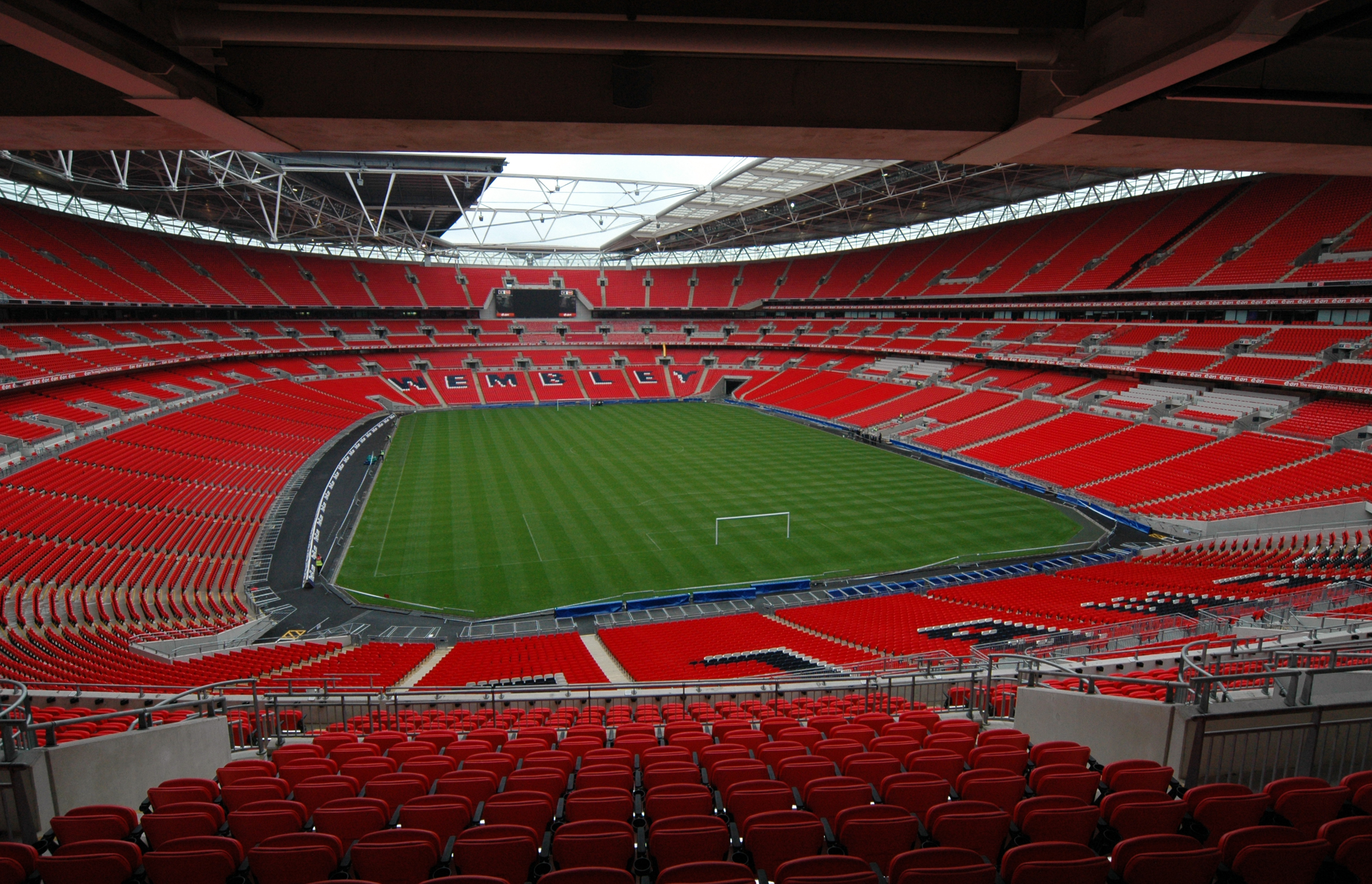
استاد ويمبلي، لندن، إنجلترا

ملعب ويمبلي، في شمال غرب لندن، هو ملعب لكرة القدم الوطني، وتقليديا المنزل من كأس الاتحاد الانجليزي النهائي وكذلك انجلترا دولية المنزل. تم إغلاق الملعب القديم عام 2000 من أجل هدمه وإعادة بنائه بالكامل وإعادة افتتاحه عام 2007. خلال الإغلاق كان ملعب الألفية في كارديف مكانًا لنهائيات الكأس، بينما لعبت إنجلترا في أماكن مختلفة في جميع أنحاء البلاد. كان ويمبلي أحد ملاعب كأس العالم 1966 وبطولة كرة القدم الأوروبية لعام 1996، واستضاف نهائي كلتا البطولتين. كما استضاف نهائي كأس أوروبا أعوام 1968 و1978 و1992 و2011 و2013. بسعة 90 ألف متفرج، يعد ثاني أكبر ملعب في أوروبا.

### ملاعب أخرى
تمتلك معظم الأندية في لندن ملعبًا خاصًا بها، على الرغم من مشاركة بعض الأندية، وقد تأخذ بعض الأندية إيجارًا مؤقتًا في ملعب آخر بسبب إعادة تطوير أرضها. أكبر ملعب كرة قدم يعمل في لندن باستثناء ويمبلي هو ملعب توتنهام هوتسبير، بسعة 62,062. وتشمل الملاعب الكبيرة الأخرى ملعب الإمارات في أرسنال (60.704)، وست هام يونايتد في لندن (60.000) وستامفورد بريدج (41798). هناك 10 ملاعب في لندن (باستثناء ويمبلي) بسعة تزيد عن 10000.

## الإدارة
لندن هي موقع المقر الرئيسي لاتحاد كرة القدم، في ملعب ويمبلي (سوهو سكوير سابقًا ولانكستر جيت)، بينما تقع مكاتب الدوري الإنجليزي الممتاز في ماريليبون. تحتفظ رابطة كرة القدم بمقرها الرئيسي في بريستون، على الرغم من وجود مكاتبها التجارية في مارليبون أيضًا.